# Sofie Andersson
Sofie Emma Maria Andersson, född 24 september 1985, är en svensk fotbollsspelare som spelar för Åhus IF.

## Karriär
Andersson spelade i Kristianstads DFF till och med säsongen 2010. 2011 gick hon till Vittsjö GIK. Andersson vann guldskon 2011 efter att ha gjort 34 mål på 22 matcher. 2011 vann hon även "årets Ebba" för sin prestation, priset till årets värdefullaste spelare i Damallsvenskan, Norr- och Söderettan. Efter säsongen 2014 meddelade Andersson att hon avslutade sin fotbollskarriär.
Inför säsongen 2016 gjorde Andersson comeback i Glimåkra IF. Under två säsonger gjorde Andersson 31 mål på 40 matcher. Efter säsongen 2017 valde hon återigen att avsluta sin fotbollskarriär.
Inför säsongen 2019 gjorde Andersson comeback i Åhus IF. Hon gjorde 41 mål på 20 matcher i Division 2 2019.

## Klubbar
- Kristianstads DFF
- Kopparbergs/Göteborg FC
- Östers IF
- Moheda IF
- Alvesta GIF (moderklubb)